# Tine Schmedes
Tine Elisabeth Schmedes (født 7. september 1946 på Frederiksberg) er en dansk  autodidakt forfatter, tegner, kronikør, foredragsholder og kommunalpolitiker. Tine Schmedes er datter af billedhugger Ib Helmuth Schmedes og montessoripædagog Birgit Eva Andersen, gift Schmedes.
Tine Schmedes blev kendt i verdenspressen, da hun den 1. april 1974, som nyvalgt medlem af Københavns Borgerrepræsentation for Kvindelisten, ammede sit barn under Borgerrepræsentationens første møde. Hun blev bedt af overborgmester Urban Hansen om at gå ind i et tilstødende lokale, mens amningen stod på. Hun forlod Borgerrepræsentationen i 1977.
I 1976 ændrede hun sit liv radikalt, da hun efter at have boet nogle år på Christiania blev religiøst vakt.

## Film
I 1950'erne begyndte man i Danmark at lave reklamefilm efter amerikansk forbillede. For havregrynsprodukterne "Foska" og "Bio Foska" blev lavet omkring 42 film. Karakteren Abelone, i en årrække den yngste af de 5 "Foskanerbørn", blev spillet af Tine Schmedes. Ib Schønberg var ofte med i Foska-filmene. 
- Naboerne (1966). Tine Schmedes medvirker med sin kat Moses
- Gift (1966).
- En Guds Skabning (2001). Filmen handler om den livsændrende oplevelse der begynder i 1975 for Tine Schmedes, da hun første gang læser i Bibelen. Den unge kvinde spilles af Kamma Lindvold.[6]

## Bøger
- Jeg - en Pige, Stig Vendelkærs Forlag, 1968. Bogen filmatiseres i Stine og drengene  (1969).
- En Frivillig Omgang, Thaning og Appels Forlag, 1969. Bogen handler om det, den ældre generation kalder "Ungdomsoprøret", og prøver at forklare baggrunden for det. Jean Philip Thierry skriver bogen "Revo 72", en fiktiv roman om oprørets kommende gennemførelse. De to bøger trykkes i samme indbinding, så de kan læses fra hver hver sin ende, som en mandlig og en kvindelig side af samme "oprør" - et led i en humoristisk tilgang til et alvorligt forsøg på at ændre lidt på samfundet.[7]
- HUN, Thaning og Appels Forlag, 1970. Skrives sammen med Suzanne Giese. Den handler om kvinder og deres syn på livet og det dominerende mandssamfund.[8]
- Jul i Betlehem (2000). Bog om ”Millenium"-julen og -nytåret.[kilde mangler]

## Diverse
- 1969: Deltager som sympatisør imod nedrivning af Sofiegården i København.
- 1969: Dukkefører i børneteaterstykket Hipsi-Hapsi instrueret af Susie Haxthausen. Comedievognen 1969.[9][10]
- 1971: medredaktør af forløberen til Hovedbladet.[kilde mangler]
- 1973: Tine Schmedes med sine 3 børn deltager i et krybbespil i Hellig Kors Kirke på Nørrebro.[11]
- 1973: Tine Schmedes kommer ved fredsvalg i Christianskirkens menighedsråd på Christianshavn i København.[kilde mangler]
- 1974: Tine Schmedes flytter med sine børn til "Fabrikken" på Christiania, hvor Peter Plet, Pernille, Ida, Trine, Kristoffer og Georg bor. Hun ønsker i praksis at kunne gennemføre sine tanker om natur-sammenhængende livsstil, som er årsagen til at hun er blevet valgt til Københavns byråd.[kilde mangler]
- 1975: Tine Schmedes udgiver  skriftet ”Regnbuetanker” med inspirationer, organisation og refleksioner for Christianias Regnbuehær.[12][13]
- 1980: Danne Bro - et brevblad om at finde Livsvejen. Det bliver udgivet på både dansk og engelsk og når efterhånden ud til folk i mange lande.[14]
- 1985: Ved Dagens Begyndelse. En ugentlig samling morgenandagter i radioen.[15]
- 1990: Søskendeflokken på Vejen. Andet skrift om ”De Levendes Land”, i samvirke mellem Robert Bech og Tine Schmedes.[16]
- 2014: Udgivelse i særligt layout af "The Revelation of Jesus Christ”, også kaldet ”The Revelation of Saint John”, Authorized King James Version, HOLY BIBLE, 1611.[17]